# NIC-65
La NIC-65  es una importante carretera nacional clasificada como colectora secundaria en Nicaragua. Esta vía comienza en el Este en el Empalme de Morritos en la NIC-25A en el Departamento de Río San Juan y culmina en el Oeste en La Avenida Central en Morritos, departamento de Río San Juan.

## Extensión
Con una extensión de 11,66 millas (18,8 km), la NIC-65 juega un rol clave en la conectividad y transporte de la región.